# Kabajewo
Kabajewo (ros. Кабаево) – wieś (sieło) w Rosji, w Mordowii, w rejonie dubiońskim. W 2010 liczyła 693 mieszkańców.